# Destroyed
Destroyed (en español: Destruido), es un álbum de Moby, publicado el 16 de mayo de 2011.
Los sencillos de este álbum, son The Day y Lie Down In Darkness. Cuentan con videoclip oficial los temas: The Day, un sencillo que cuenta con la colaboración de la actriz Heather Graham, amiga del artista, Lie Down in Darkness, Be The One, Victoria Lucas y Sevastopol. Estas canciones son el resultado de noches de insomio durante las giras, en cuartos de hotel de todo el mundo.

## Lista de canciones
Todas las canciones fueron escritas por Moby excepto The Low Hum coescrita con Emily Zuzik, y Lie Down in Darkness, coescrita con Joy Malcolm y Justin Kielty.
| N.º | Título                                                    | Duración |  |
| 1.  | «The Broken Places»                                       | 4:10     |  |
| 2.  | «Be the One»                                              | 3:29     |  |
| 3.  | «Sevastopol»                                              | 4:21     |  |
| 4.  | «The Low Hum - Emily Zuzik, Moby»                         | 4:13     |  |
| 5.  | «Rockets»                                                 | 4:47     |  |
| 6.  | «The Day»                                                 | 4:32     |  |
| 7.  | «Lie Down in Darkness - Justin Kielty, Joy Malcolm, Moby» | 4:26     |  |
| 8.  | «Victoria Lucas»                                          | 5:55     |  |
| 9.  | «After»                                                   | 5:30     |  |
| 10. | «Blue Moon»                                               | 3:31     |  |
| 11. | «The Right Thing»                                         | 4:26     |  |
| 12. | «Stella Maris»                                            | 5:14     |  |
| 13. | «The Violent Bear It Away»                                | 6:50     |  |
| 14. | «Lacrimae»                                                | 8:05     |  |
| 15. | «When You Are Old»                                        | 2:19     |  |